# Унбигексий
| 126              | Унбигексий |
| Ubh—             |            |
| [Og]5g26f38s28p1 |            |

Унбигексий (от лат. Unbihexium, Ubh) — временное систематическое название гипотетического химического элемента в Периодической системе Д. И. Менделеева с временным обозначением Ubh и атомным номером 126.

Элемент 126 среди сверхтяжёлых трансактиноидов и суперактиноидов, представляет особенный интерес, поскольку одновременно он находится в пределах так называемого острова стабильности, предопределяющего сравнительно большое время альфа-распада, и должен иметь так называемую «дважды магическую» стабильность ядра согласно теории оболочечного строения. Хотя есть расчёты, отрицающие магичность числа 126 для протонов. Согласно современным расчётам, наиболее долгоживущими могут быть изотопы унбигексия с массовыми числами 310, 318, 319, 320 и 323—326.

## Происхождение названия
Слово «унбигексий» образовано из корней латинских и греческих числительных и обозначает «один-два-шестой». Предполагается, что в дальнейшем название будет изменено.

## История
Первая попытка синтеза элемента 126 была предпринята французскими учёными из Института ядерной физики Орсэ под руководством Р. Бимбо в 1971 году. Использовалась реакция горячего слияния:
{\displaystyle {\ce {^{232}_{90}{Th}+_{36}^{84}{Kr}\to _{126}^{316}{Ubh}^{\ast }}}}
В ходе эксперимента были зарегистрированы высокоэнергетические альфа-частицы, что было воспринято как возможное доказательство синтеза элемента 126. Современные исследования предполагают это крайне маловероятным, поскольку чувствительность экспериментов, проведённых в 1971 году, была на несколько порядков ниже необходимой по текущим данным.
В 1976 году группа радиохимиков под руководством Р. Джентри исследовала образцы биотита с включениями кристаллов монацита, окружёнными гигантскими радиоореолами. Они облучали кристаллы ускоренными протонами и исследовали характеристическое рентгеновское излучение. В результате учёные заявили об обнаружении спектров в области 22—28 кэВ, предположительно принадлежавших 116-му, 124-му, 126-му и 127-му элементам. Однако, последующие исследования образцов с использованием синхротронного излучения не подтвердили наличие в них сверхтяжёлых элементов. Считается, что спектры, полученные Джентри, на самом деле принадлежали атомам рубидия, сурьмы и теллура.

## Прогнозируемые химические свойства
Расчёты, проведённые Митчем Джакоби (Mitch Jacoby) в 2006 году, показали, что унбигексий сможет образовывать прочный монофторид UbhF благодаря взаимодействию между 5g-орбиталью унбигексия и 2p-орбиталью фтора. Также для унбигексия предсказываются валентности III, IV, VI и VIII.

## В культуре
- В модификации для игры Minecraft, Hbm’s Nuclear Tech Mod, присутствует материал под названием «шрабидий» (англ. schrabidium), который является вымышленным металлом-суперактиноидом с порядковым номером 126[10].